# Cavansite
La cavansite è un minerale appartenente alla classe dei silicati, sottoclasse dei fillosilicati e così chiamato perché contiene calcio, vanadio e silicio. Ha un colore che varia dal blu intenso al blu-verdastro ed ha formula Ca(VO)Si4O10·4(H2O). Assai raro, è apprezzato oggi soprattutto dai collezionisti di minerali.

## Morfologia
Si presenta in rosette di cristalli aciculari, di forma prismatica o tabulare, terminanti con forma a "scalpello" o "cacciavite".

## Origine e giacitura
Si trova come minerale secondario nei basalti, tufi e rocce andesitiche, solitamente associata a varie zeoliti.

## Luoghi di ritrovamento
Proviene da quattro sole località in tutto il mondo: da Wagholi, Pune, in India,; da Aranga (Kaipara), Isola del Nord, Nuova Zelanda e da Owyhee in Oregon.